# Cung điện Załęże

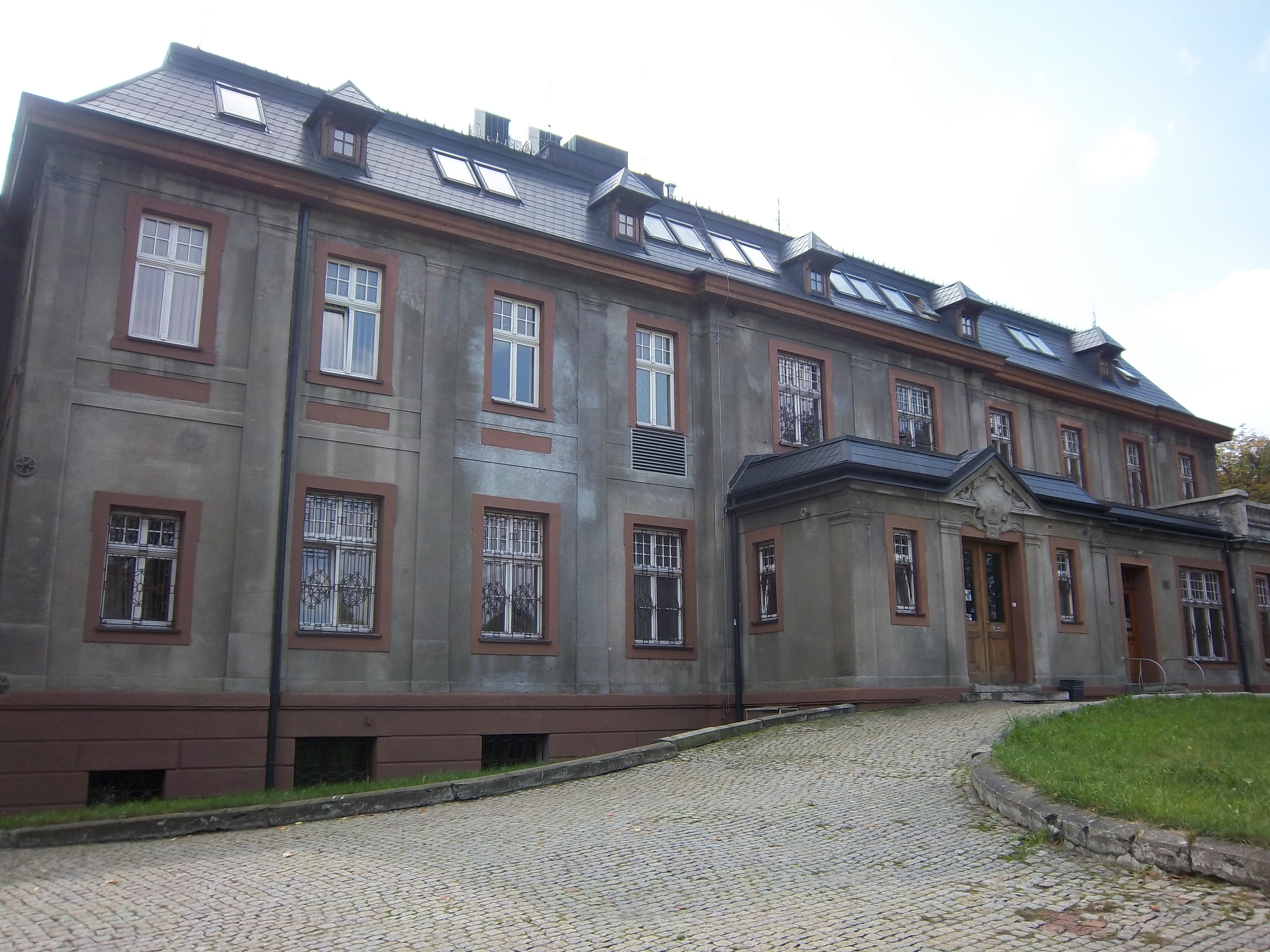
Cung điện Załęże

Cung điện Załęże (tiếng Ba Lan: Pałac Załężu) là một cung điện phong cách tân cổ điển năm ở Załęże, một quận của thành phố Katowice. Cung điện nay nằm ở số  159 đường Gliwicka (một con đường dài nhất ở Katowice, nó kết nối trung tâm thành phố Katowice với Chorzów).

## Lịch sử
Cung điện Załęże có nguồn gốc từ trang trại lớn trên địa vùng này. Sự tồn tại của trang trại bắt nguồn từ thế kỷ 16. Vào thế kỷ 19, trang trại thuộc về chủ sở hữu ở làng Załęże. Vào những năm 1886 - 1887, cung điện đã được xây lên bên trong khuôn viên của trang trại, trên địa điểm của một tòa nhà bằng gỗ cũ trước đó. Cung điện mới được xây dựng lại vào năm 1905 theo thiết kế của Georg và Emil Zillman (tái thiết tiếp theo vào năm 1924, 1925 và 1933). Từ năm 1886 đến năm 1945, ban quản lý khu vực của Công ty Cổ phần Người thừa kế của Georg von Giesche được đặt trong cung điện. Từ năm 1887, tổng giám đốc của công ty là Friedrich Bernhardi đã sống ở đây, người vào năm 1896 đã lãnh đạo chiến dịch giải cứu ở KWK Kleofas (Mỏ than Kleofas). Sau Thế chiến II, cung điện được đặt làm địa điểm điều trị cứu thương. Vào những năm 1950, một trường mẫu giáo, sau đó được chuyển đến tòa nhà bên cạnh. Cung điện đã được khôi phục từ năm 2007, sau khi được mua bởi công ty Avimed và sau khi điều chỉnh cơ sở, một bệnh viện tư nhân đã hoạt động ở đó từ năm 2009.

## Mô tả
Tòa nhà được xây dựng theo phong cách tân cổ điển. Nó có hai tầng, một tầng hầm và một gác mái. Bên trong tòa nhà, ngoài những cơ bản thì có một cầu thang với lan can trang trí công phu và một đèn chùm lớn có từ cuối thế kỷ 19. Phía trước lối vào, có một đường lái xe đặc biệt cho các phương tiện.
Có một công viên bên cạnh cung điện, bao gồm hai phần cách nhau bởi đường Gliwicka: phần phía bắc - nơi có trang viên và phần phía nam - Quảng trường Józef Londzin hiện tại (còn được gọi là Quảng trường Gruszka).

## Hỉnh ảnh

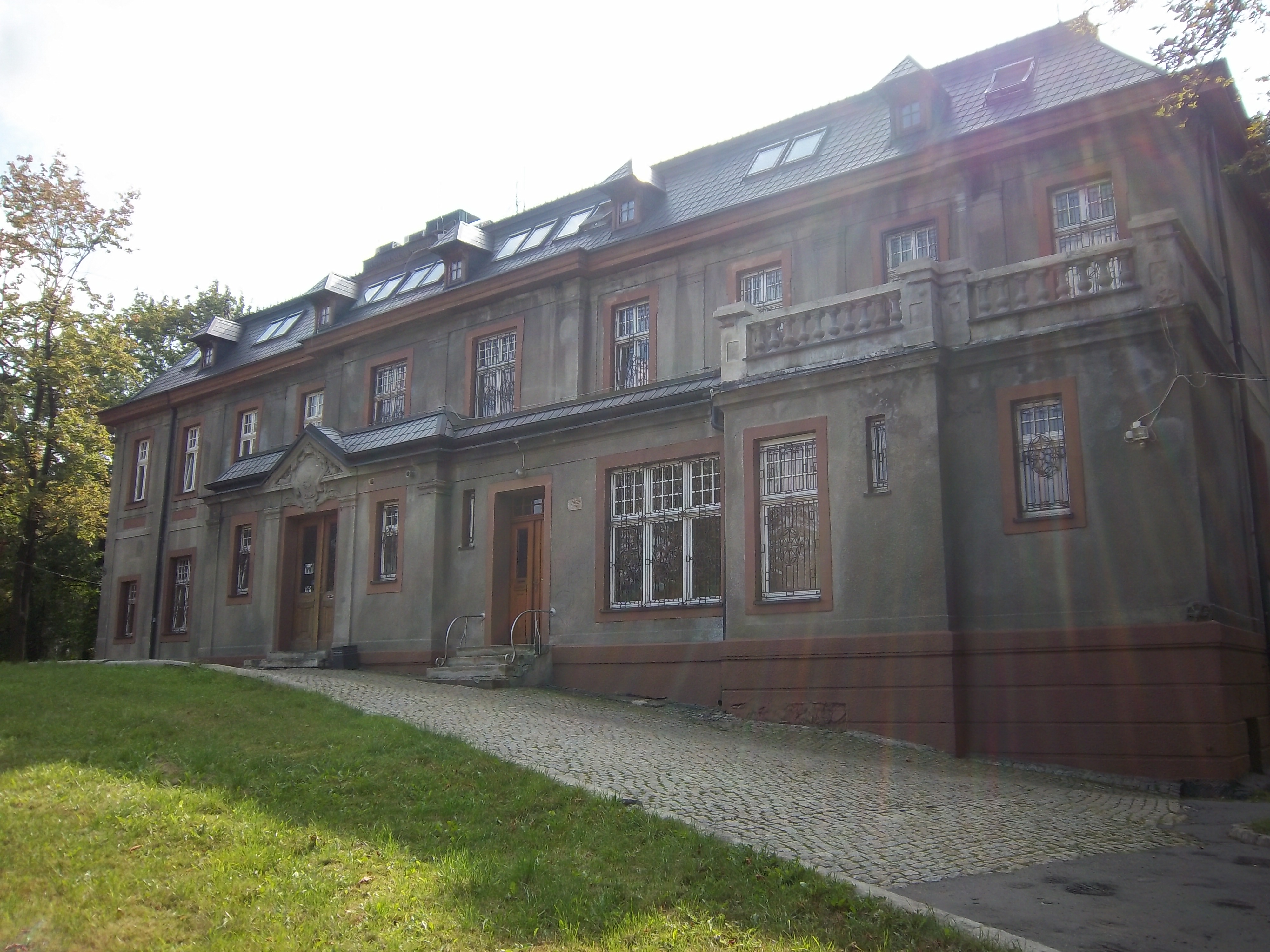
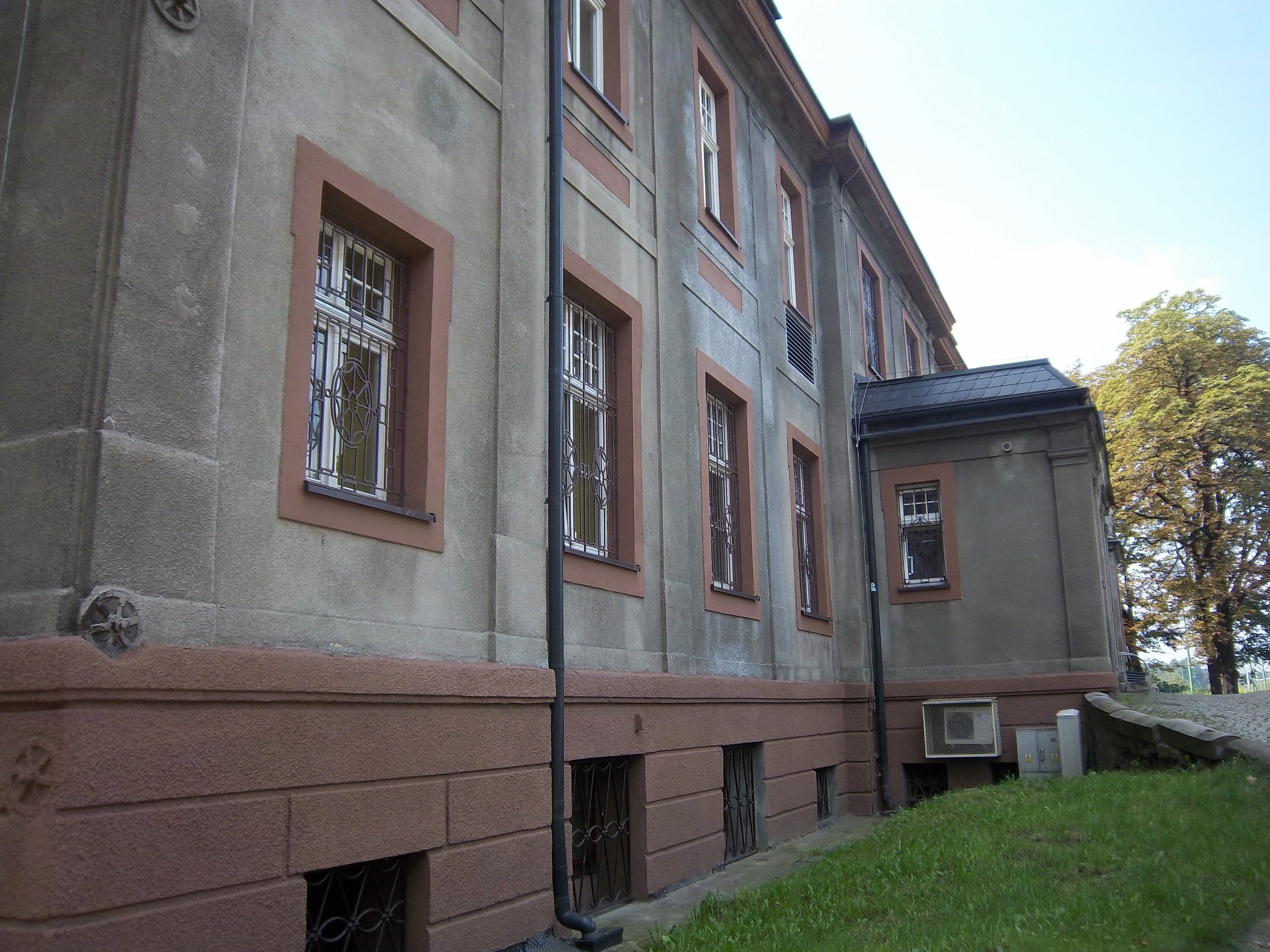
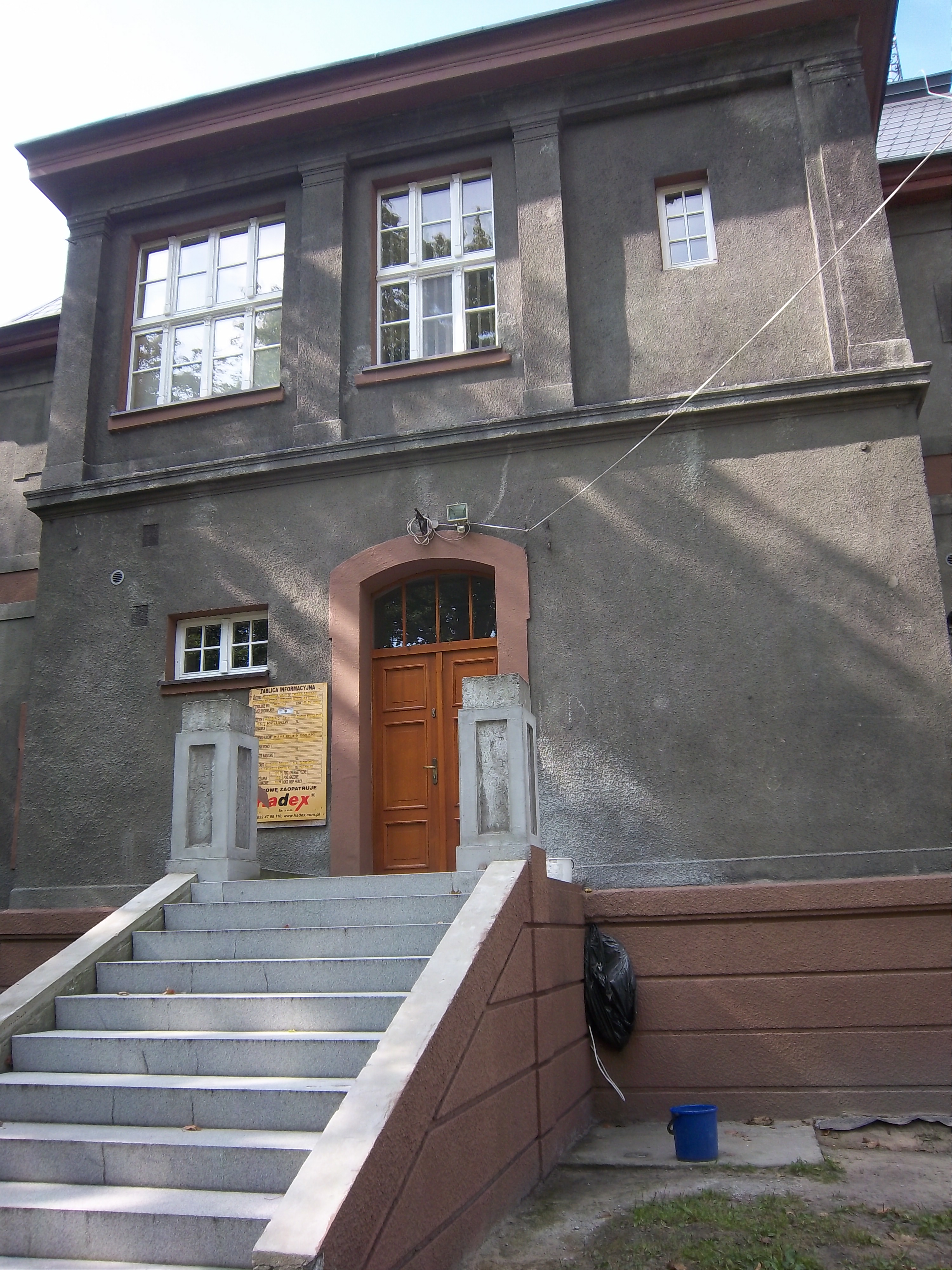
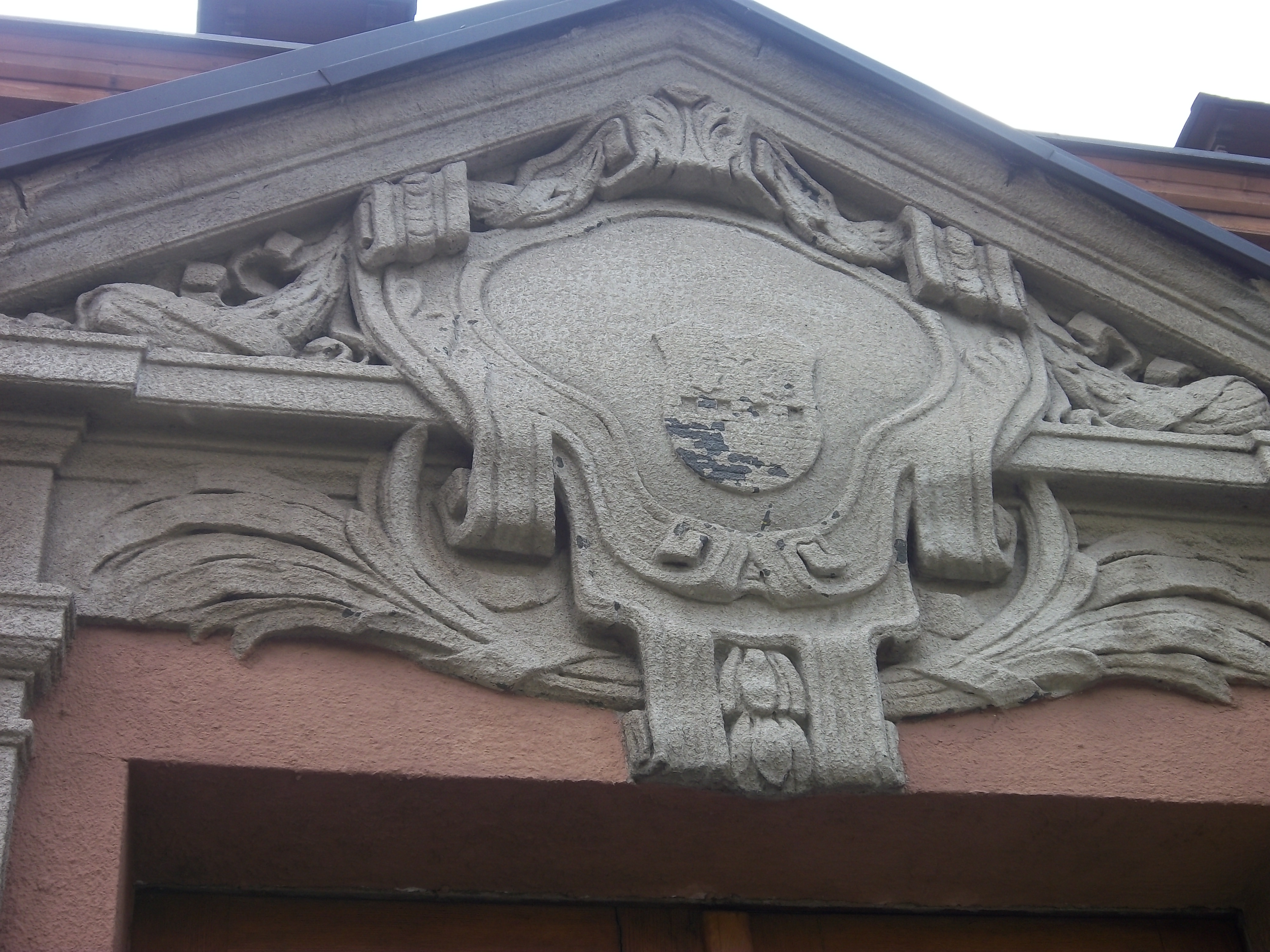
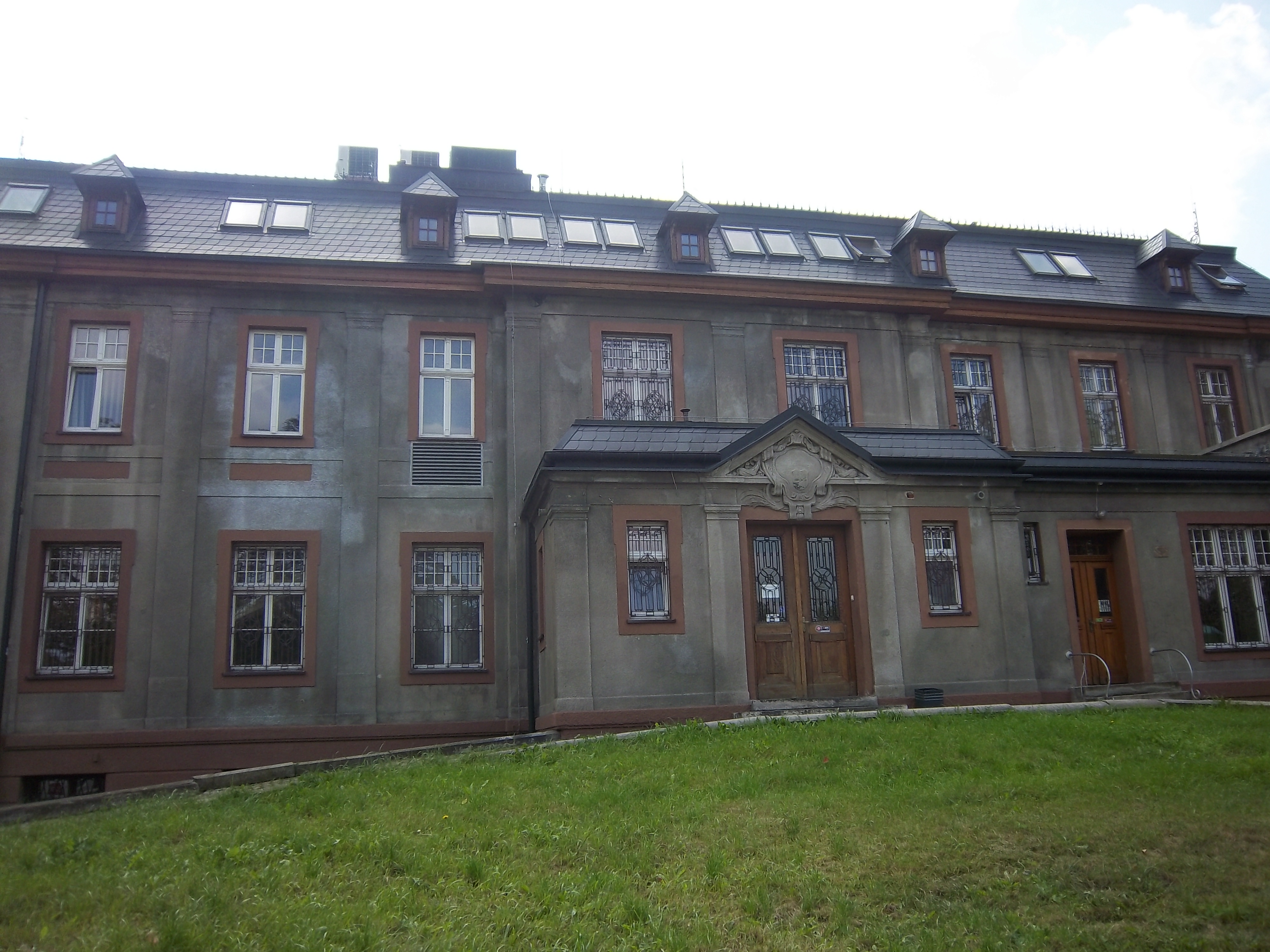
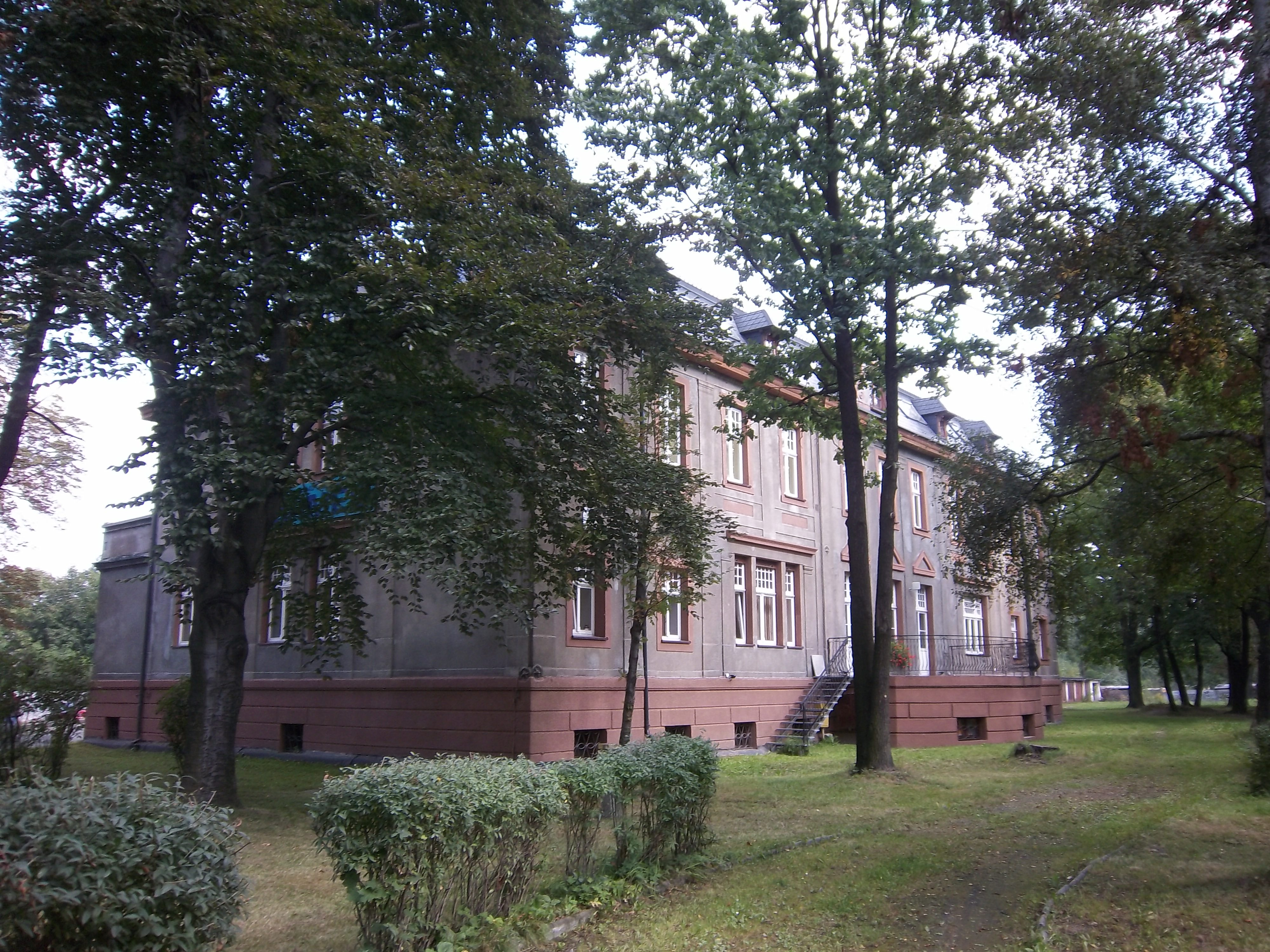